# 近藤典彦
近藤 典彦（こんどう のりひこ、1938年〈昭和13年〉12月18日 - ）は、日本近代文学研究者。専門は主に石川啄木。元群馬大学教授。北海道旭川市出身。

## 略歴
- 1959年（昭和34年）3月 - 北海道旭川東高等学校卒業
- 1964年（昭和39年）3月 - 東京大学文学部国史学科卒業
- 1966年（昭和41年）
  - 3月 - 東京大学大学院人文科学研究科国語国文学専門課程中退
  - 4月 - 北星学園余市高等学校教諭
- 1974年（昭和49年）4月 - 成城学園中学校教諭
- 1984年（昭和59年）4月 - 同高等学校教諭
- 1995年（平成7年）4月 - 群馬大学教育学部助教授
- 1997年（平成9年）4月 - 同教授
- 2003年（平成15年）4月 - 国際啄木学会会長（2007年（平成19年）まで）
- 2004年（平成16年）3月 - 群馬大学を定年退職

## 受賞歴
- 1990年（平成2年）7月 - 『国家を撃つ者 石川啄木』で第5回岩手日報文学賞啄木賞。

## 著書

### 単著
- 『マルクスの生産概念』同時代社、1984年
- 『国家を撃つ者 石川啄木』同時代社、1989年
- 『石川啄木と明治の日本』吉川弘文館、1994年
- 『啄木 六の予言―何が見えたのか、どう書き残したのか』ネスコ、1995年
- 『啄木短歌に時代を読む』吉川弘文館、2000年
- 『『一握の砂』の研究 』おうふう、2004年
- 『最後の剣聖 羽賀凖一』同時代社、2015年
- 『増補改訂版　最後の剣聖 羽賀凖一』同時代社、2020年

### 共著
- 『石川啄木入門』（岩城之徳監修・遊座昭吾共編）思文閣出版、1992年
- 『1991国際啄木学会台北大会論集』台湾・淡江大学日文系、1992年
- 平出修研究会（編）『大逆事件に挑んだロマンチスト 平出修の位相』同時代社、1995年
- 国際啄木学会（編）『論集石川啄木』おうふう、1997年
- 国際啄木学会（編）『石川啄木事典』おうふう、2001年
- 群馬大学教育学部国語教育講座（編著）『「山月記」を読む』三省堂、2002年
- 国際啄木学会（編）『論集石川啄木II』おうふう、2004年
- 『名作百年の謎を解く』（上杉省和共編）同時代社、2015年

### 編著
- 『群像日本の作家 7 石川啄木』小学館、1991年
- 岩城之徳『石川啄木と幸徳秋水事件』吉川弘文館、1996年
- 石川啄木『一握の砂』朝日新聞出版、2008年
- 石川啄木『復元　啄木新歌集―一握の砂以後（四十三年十一月末より）・仕事の後』桜出版、2012年
- 石川啄木『一握の砂』桜出版、2017年
- 石川啄木『悲しき玩具　一握の砂以後（四十三年十一月末より）』桜出版、2017年